# 程文 (嘉靖進士)
程文（1519年—？），字載道，號璧川，安仁縣人，江西撫州府東鄉縣軍籍，明朝政治人物。

## 生平
江西鄉試第十九名舉人。嘉靖四十四年（1565年）中式乙丑科三甲第二百六十名進士。吏部观政，隆慶二年（1568年）十二月授刑部主事，四年十二月改礼科给事中，五年十月升本科右，六年三月升工科左，五月升本科都，七月致仕。

## 家族
曾祖程瑩；祖父程瓊；父程九萬，壽官。母何氏。兄程度、弟程京。